# John C. Robinson

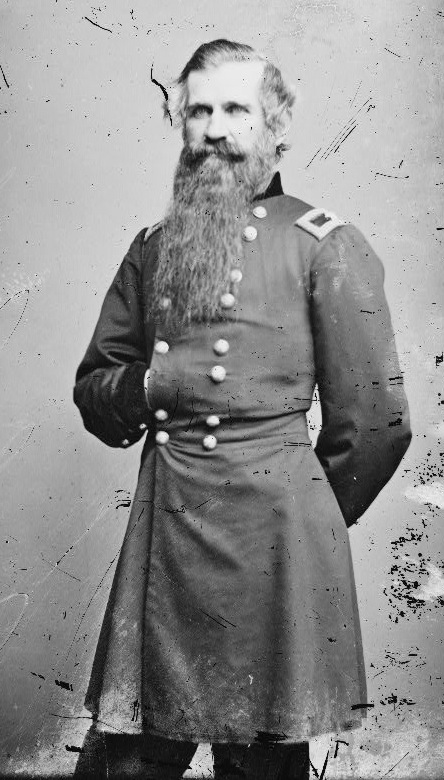
John C. Robinson

John Cleveland Robinson (* 10. April 1817 in Binghamton, Broome County, New York; † 18. Februar 1897 ebenda) war ein US-amerikanischer Offizier und Politiker.

## Frühen Jahre
John Cleveland Robinson wurde am 1. Juli 1835 an die Militärakademie in West Point, New York berufen. In seinem dritten Jahr wurde er wegen Ungehorsam am 14. März 1838 durch ein Kriegsgericht von der Akademie verwiesen. Er begann ein Jurastudium, das er nach einem Jahr abbrach, um erneut in das Heer einzutreten. Robinson wurde am 27. Oktober 1839 im 5. US-Infanterie-Regiment zum Leutnant befördert wurde.
Robinson wurde im September 1845 nach Corpus Christi (Texas) versetzt, wo er in General Scotts Besatzungsarmee als Regiments- und Brigadequartiermeister diente. Im Juni 1846 wurde er zum First Lieutenant befördert. Er kämpfte während des Mexikanisch-Amerikanischen Krieges. Bei der Schlacht bei Monterey stach er durch sein Handeln hervor. Er nahm ebenfalls an den Schlachten von Palo Alto und Resaca de la Palma teil. Im August 1850 erhielt er eine Ernennung zum Captain und diente dann in verschiedenen Garnisonen. Er führte zwischen 1853 und 1854 seine Truppen in mehreren Gefechten gegen feindliche Indianer in Texas.
Danach wurde er nach Florida versetzt, wo er 1856 im dritten Seminolenkrieg kämpfte und erneut seinen Heldenmut bewies. Er führte mehrere Feldzüge gegen die Seminolen in den Everglades und Big Cyprus Swamp.
Nach dem Krieg wurde er in das Utah-Territorium versetzt, wo ihm das Kommando über Fort Bridger übertragen wurde. Während des folgenden Utah-Krieges diente er zwischen 1857 und 1858 bei Camp Floyd. Camp Floyd war die größte Ansammlung von US-Truppen vor dem Amerikanischen Bürgerkrieg. Während seiner dortigen Stationierung ersuchte er mit anderen die Grand Lodge of Missouri um die Errichtung einer eigenen Freimaurerloge im Utah-Territorium. Die Loge, Rocky Mountain #205, wurde nach der Bewilligung vom 6. März 1859 errichtet. Captain Robinson war der erste Meister vom Stuhl (engl. Worshipful Master) der ersten Loge in Utah. In den späten 1850er Jahren wurde er wieder nach Osten beordert, wo er das Kommando über Fort McHenry in Baltimore (Maryland) übernahm.

## Amerikanischer Bürgerkrieg
Mit dem Ausbruch des Amerikanischen Bürgerkrieges war Maryland ein Grenzstaat. Es blieb gegenüber der Union loyal, war allerdings ein Sklavenstaat. Sezessionisten planten die Eroberung von Fort McHenry, jedoch ließ es Robinson so erscheinen, dass Verstärkungen unmittelbar für seine kleine 60-Mann Garnison bevorstanden, so dass er die Kontrolle über das Fort behalten konnte.
Robinson wurde bald als Musterungsoffizier für die Armee nach Detroit gesandt, wo er für eine kurze Zeit Gouverneur William Dennison bei dem Aufstellen der Truppen in Columbus (Ohio) unterstützte. Im September 1861 wurde er zum Colonel der 1. Michigan Infanterie ernannt, einem Regiment, bei dessen Aufstellung er half. Im späteren Verlauf des Jahres wurde er zum Major des 2. US-Infanterieregiments der regulären Armee befördert, was gleichzeitig mit seiner Zuteilung zu der Freiwilligenarmee geschah. In den nachfolgenden Monate hatte er das Kommando über eine Brigade von Volunteers bei Newport News (Virginia).
Infolge seiner großen Gefechtserfahrung und des Bedarfs an höheren Offizieren in der wachsenden Armee wurde er am 28. April 1862 wieder befördert, dieses Mal zum Brigadegeneral der Volunteers. Bald darauf wurde er zu der Potomac-Armee versetzt, wo er das Kommando über eine Brigade in General Kearnys Division im III. Korps übernahm. Er nahm am Halbinsel-Feldzug teil, wo er wieder durch seine Leistungen hervortrat, insbesondere bei der Sieben-Tage-Schlacht. General Kearny lobte Robinson großzügig in seinem offiziellen Bericht.
I have reserved General Robinson for the last. To him this day is due, above all others in this division, the honors of this battle. The attack was on his wing. Everywhere present, by his personal supervision and noble example he secured for us the honor of victory.
Robinson nahm im gleichen Jahr während des North-Virginia-Feldzugs an der Zweiten Schlacht am Bull Run teil, allerdings versäumte er den Maryland Feldzug, da seine Brigade nicht anwesend war. Dann kämpfte er bei der Schlacht von Fredericksburg. Danach wurde er zum I. Korps versetzt, wo er das Kommando über die zweite Division übernahm. In dieser Zeit nahm er 1863 an der Schlacht bei Chancellorsville teil.
Während der Schlacht von Gettysburg im Juli 1863 kommandierte Robinson eine Division im I. Korps nördlich der Stadt Gettysburg. Er und seine Männer schlugen sich am 1. Juli recht gut, mussten sich allerdings aufgrund der feindlichen Übermacht durch die Stadt zurückziehen. Für seinen Heldenmut und Leistungen bei Gettysburg wurde er zum Brevet-Oberstleutnant des Heeres befördert. Auf Grund seiner Verdienste beim Mine Run Feldzug, insbesondere der Schlacht in der Wilderness 1864, erhielt er eine Beförderung zum Brevet-Oberst in der regulären Armee. In der letzten Schlacht kommandierte Robinson die zweite Division im reorganisierten V. Korps, welcher sich aus seiner alten Division und einer Brigade aus Maryland zusammensetzte.
Robinson war Vorsitzender eines Militärgerichts, vor dem sich Brigadegeneral Thomas A. Rowley für sein Betragen bei Gettysburg verantworten musste.

Robinson erhielt am 28. März 1894 die Medal of Honor für sein Verhalten während der Schlacht bei Spotsylvania Court House bei Alsops Farm. Die Begründung lautete:

“Placed himself at the head of the leading brigade in a charge upon the enemy's breastworks; was severely wounded.”

„Stellte sich an die Spitze der vordersten Brigade in einem Angriff auf den feindlichen Feldbefestigungen; wurde schwer verwundet.“

Robinson wurde am linken Knie angeschlossen, was zu einer Amputation am Oberschenkel führte, so dass er nie mehr auf das Schlachtfeld zurückkehren konnte. Infolgedessen wurde er zum Brevet-Generalmajor in der regulären Armee befördert. Danach führte er  für den Rest des Krieges als Distriktskommandeur administrative Tätigkeiten im Wehrbereich Ost (Department of the East) aus.

## Weiterer Lebenslauf
Robinson verblieb in der Armee nach Kriegsende und ihm wurde das Kommando über das Freedmen’s Bureau im besetzten North Carolina gegeben. Im Juli 1866 wurde er zum Colonel in der regulären Armee befördert. Robinson musterte am 1. September 1866 aus der Freiwilligenarmee aus. Im 1867 wurde er zum Kommandeur des Military Department of the South befördert. Im nachfolgenden Jahr wurde er wieder versetzt und zwar zum Department of the Lakes. Er ging am 6. Mai 1869 in den Ruhestand und erhielt eine volle Vergütung eines Generalmajors.
Robinson war, wie viele politische Führer und soziale Persönlichkeiten dieser Tage, ein Freimaurer. Er wurde ein Mitglied in der Binghamton Lodge #177 und stieg dort die Ränge auf.
Robinson wurde 1872 zum Vizegouverneur von New York gewählt. In dieser Zeit diente er unter dem republikanischen Gouverneur John A. Dix. Er war in Veteranenangelegenheiten aktiv. Dann war er zwischen 1877 und 1879 Präsident der nationalen Grand Army of the Republic. Eine Dekade später wurde er zum Präsidenten der Society of the Army of the Potomac gewählt. In seinen letzten Jahren verlor er zunehmend seine Sehkraft und wurde völlig Blind.
Er verstarb im Alter von 79 Jahren bei sich zuhause und wurde auf dem Spring Forest Cemetery in Binghamton (New York) beigesetzt.

## Ehrungen
Eine Bronzestatue von Robinson steht im Gettysburg National Military Park nahe Oak Ridge.